# Merrybent
Merrybent – wieś w Anglii, w hrabstwie ceremonialnym Durham, w dystrykcie (unitary authority) Darlington. Leży 29 km na południe od miasta Durham i 350 km na północ od Londynu.